# Paraperithous indicus
Paraperithous indicus là một loài tò vò trong họ Ichneumonidae.